# Hartmut Schill
Hartmut Schill (* 2. Juli 1928 in Danzig; † 8. Juli 2015 in Jever) war ein deutscher Pathologe und Professor an der Universität Rostock.

## Leben
Schill studierte nach dem Abitur 1948 an der Goethe-Oberschule in Schwerin von 1948 bis 1954 Humanmedizin in Rostock. Danach wurde er als wissenschaftlicher Assistent am Rostocker Universitätsinstitut, wo er in der Folge 37 Jahre tätig war. 1958 wurde er mit einer Arbeit über Die Osteochondrosis deformans juvenilis coxae promoviert. 1966 habilitierte er sich mit einer Arbeit über Experimentelle enzymhistochemische, fluoreszenz-, lichtund elektronenmikroskopische Untersuchungen zur Funktion der Zellorganellen der renalen Hauptstückepithelien bei der Rückresorption heterologer Substanzen.
Von 1967 bis 1971 war Schill Hochschuldozent für Allgemeine und Spezielle Pathologie in Rostock. Von 1971 bis 1992 war er ordentlicher Professor für Pathologie. 1976 wurde er als Nachfolger von Alexander Bienengräber der neunte Inhaber des 1865 gegründeten Lehrstuhls für Pathologie der Universität Rostock. In seiner Amtszeit leitete er 1982 die 9. Tagung der Gesellschaft für Pathologie der DDR sowie gemeinsam mit Hans-Peter Putzke 1988 und 1990 zwei nationale Symposien zur Oralpathologie.
Schill war von 1972 bis 1976 Prorektor für Medizin und in den Jahren 1989 und 1990 Dekan der Medizinischen Fakultät.

## Auszeichnungen
- 1969: Hufeland-Medaille (DDR)
- 1985: Ehrenzeichen des DRK der DDR
- 1987: Ehrenzeichen des Polnischen Roten Kreuzes

## Funktionen in medizinischen Gesellschaften und Verbänden
Er war Mitglied in mehreren wissenschaftliche Gesellschaften:
- seit 1959 Medizinische Gesellschaft Rostock, deren Schriftführer bis 1964
- 1963–1990 Gesellschaft für Pathologie der DDR, deren Vorsitzender der Revisionskommission der Gesellschaft für Pathologie der DDR (1973–1989)
- seit 1983 Deutsches Rotes Kreuz (DRK), deren Vorsitzender des Bezirkskomitees Rostock (1983–1990) und Mitglied des Präsidiums des DRK-Landesverbandes Mecklenburg-Vorpommern (1990–1995)

## Schriften
- Die Osteochondrosis deformans juvenilis coxae. Perthes-Calvé-Legg'sche Krankheit. 1955 (Dissertation).
- Experimentelle enzymhistochemische, fluoreszenz-, licht- und elektronenmikroskopische Untersuchungen zur Funktion der Zellorganellen der renalen Hauptstückepithelien bei der Rückresorption heterologer Substanzen. 1966 (Habilitation).
- Klinische Pathologie des Magen-Darm-Traktes. Neubrandenburg 1982.

Artikel
- Generalisierte Pigmentose durch Prontosil rubrum. zusammen mit W. Bostelmann, Virchows Arch. path. Anat. 345 (1962), S. 678–692.
- Elektronischenmikroskopische und enzymhistochemische Untersuchungen zur experimentellen Saccharosenephrose. Zbl. allg. Pathol. und pathol. Anat. 107 (1965), S. 389–405.
- Lyophilisierte Schweinespalthaut als biologischer Wundverband. zusammen mit S. Kiene, J. Roewer und U. Frick, Zbl. Chir. 101(1976), S. 1481–1494.
- Pathomorphologie medikamentöser Nierenschädigungen. zusammen mit D. Teßmann, Ergeb. exper. Med. 42 (1983), S. 213–217.
- Die Kapillarsklerose des Ureters im Obduktionsgut. Ein Beitrag zur Analgetika-Nephropathie im Norden der DDR, zusammen mit D. Teßmann, S. Schill und F. Mesewinkel, Z.klin. Med. 44 (1989), S. 935–936.